# Deh Pīr
Deh Pīr (persiska: ده پیر) är en ort i Iran.   Den ligger i provinsen Kermanshah, i den västra delen av landet, 500 km väster om huvudstaden Teheran. Deh Pīr ligger 1 381 meter över havet och antalet invånare är 158.
Terrängen runt Deh Pīr är platt åt nordost, men åt sydväst är den kuperad.Runt Deh Pīr är det ganska tätbefolkat, med 185 invånare per kvadratkilometer. Närmaste större samhälle är Chaqā Narges, 3,3 km nordost om Deh Pīr. Trakten runt Deh Pīr består till största delen av jordbruksmark.